# Kevin Roelandts (voetballer)
Kevin Roelandts (Brugge, 27 augustus 1982) is een Belgisch voormalig profvoetballer die in 2014 zijn loopbaan beëindigde bij KSK Maldegem. Hij was een centrale middenvelder die op het hoogste niveau van België speelde voor Club Brugge, Germinal Beerschot, Zulte Waregem en OH Leuven. In 2009 speelde Roelandts twee interlands voor het voetbalelftal onder bondscoach Frank Vercauteren en liet een doelpunt noteren.

## Biografie
Roelandts speelde al van bij de jeugd voor Club Brugge. Hij werd in 2002 opgenomen in de A-kern.
Hij maakte zijn debuut in de eerste ploeg van Club tegen VfB Stuttgart, in de Uefa-cup. Roelandts liet zich echter pas een seizoen later opmerken in de Champions Leaguewedstrijd op het veld van Celta de Vigo (1-1), waar hij in de laatste minuten van de wedstrijd met een schitterende assist voor Rune Lange Club in de running hield voor een plaats in de volgende ronde. Roelandts kreeg dat seizoen nog enkele malen zijn kans van trainer Trond Sollied, maar slaagde er toch niet in om een vaste plaats in de basiself te versieren.
Pas in het seizoen 2005–2006, onder trainer Jan Ceulemans, brak Roelandts echt door bij Club. Hij maakte dan al drie seizoenen deel uit van de A-kern.
Bij het begin van het seizoen 2006–2007 had Roelandts geen basisplaats. Na tweemaal gescoord te hebben in drie invalbeurten, mocht hij enkele malen starten als vervanger van Salou Ibrahim en Boško Balaban. Lange tijd leunde hij dicht aan bij de basisploeg, maar een basisplaats kon hij nooit echt afdwingen. Na negatieve uitlatingen over teamgenoot Brian Priske in november 2006, werd Roelandts naar de B-kern verwezen. In december 2006 kreeg hij te horen dat hij de club mocht verlaten. Verscheidene Belgische clubs waren geïnteresseerd, maar uiteindelijk koos Roelandts ervoor om uitgeleend te worden aan Germinal Beerschot.
In juni 2007 tekende hij een contract voor drie seizoenen bij SV Zulte Waregem. De heenronde bij SV Zulte Waregem begon aarzelend. Hij viel meer in dan dat hij titularis was. Na een openlijk conflict met een deel van de supportersaanhang werd zijn terugronde beter, hij veroverde een basisstek en kwam regelmatig tot scoren. Ook in het seizoen 2008/2009 had hij een basisplaats. Hij groeide, samen met Franck Berrier, uit tot een van de sterkhouders van de ploeg. Hij maakte 9 doelpunten dat seizoen en werd beloond voor deze sterke prestatie met een selectie voor de Belgische nationale ploeg in de Kirin Cup.
Na Zulte-Waregem verhuisde hij naar promovendus OH Leuven. Die verhuurde hem één jaar later aan tweedeklasser Antwerp FC. In 2013 tekende hij bij KSK Maldegem, dat in het seizoen 2013–2014 in Eerste Provinciale uitkomt.

## De Rode Duivels
Kevin Roelandts werd opgeroepen voor de nationale ploeg door interim-bondscoach Frank Vercauteren nadat vele spelers van de A-kern afhaakten. Door deze afzeggingen kwamen Roelandts en andere jonge spelers bij de selectie. Toen op training basisspeler Mousa Dembélé uitviel kreeg hij een basisplaats en dus een eerste cap tegen Chili. Hij mocht ook starten in de tweede wedstrijd van dat toernooi. Daar werd hij in 84e minuut vervangen door Moussa Dembélé.

## Statistieken
| Competitie      | Seizoen         | Club                | Competitie | Competitie | Play-off I | Play-off I | Play-off II | Play-off II | Play-off III / Eindr. | Play-off III / Eindr. | Beker | Beker | Supercup | Supercup | Europees | Europees | Totaal | Totaal |
| Competitie      | Seizoen         | Club                | Wed.       | Dlp.       | Wed.       | Dlp.       | Wed.        | Dlp.        | Wed.                  | Dlp.                  | Wed.  | Dlp.  | Wed.     | Dlp.     | Wed.     | Dlp.     | Wed.   | Dlp.   |
| --------------- | --------------- | ------------------- | ---------- | ---------- | ---------- | ---------- | ----------- | ----------- | --------------------- | --------------------- | ----- | ----- | -------- | -------- | -------- | -------- | ------ | ------ |
| Eerste Klasse   | 2002–2003       | Club Brugge KV      | 0          | 0          | nvt        | nvt        | nvt         | nvt         | nvt                   | nvt                   | 0     | 0     | 0        | 0        | 1        | 0        | 1      | 0      |
| Eerste Klasse   | 2003–2004       | Club Brugge KV      | 13         | 0          | nvt        | nvt        | nvt         | nvt         | nvt                   | nvt                   | 3     | 0     | 0        | 0        | 2        | 0        | 18     | 0      |
| Eerste Klasse   | 2004–2005       | Club Brugge KV      | 7          | 0          | nvt        | nvt        | nvt         | nvt         | nvt                   | nvt                   | 3     | 0     | 1        | 0        | 2        | 0        | 13     | 0      |
| Eerste Klasse   | 2005–2006       | Club Brugge KV      | 21         | 2          | nvt        | nvt        | nvt         | nvt         | --                    | --                    | 0     | 0     | 0        | 0        | 6        | 0        | 27     | 2      |
| Eerste Klasse   | 2006–2007       | Club Brugge KV      | 8          | 1          | nvt        | nvt        | nvt         | nvt         | --                    | --                    | 1     | 0     | --       | --       | 4        | 2        | 13     | 3      |
| Eerste Klasse   | 2006–2007       | Germinal Beerschot  | 17         | 3          | nvt        | nvt        | nvt         | nvt         | --                    | --                    | 0     | 0     | --       | --       | --       | --       | 17     | 3      |
| Eerste Klasse   | 2007–2008       | SV Zulte Waregem    | 31         | 7          | nvt        | nvt        | nvt         | nvt         | nvt                   | nvt                   | 2     | 0     | --       | --       | --       | --       | 33     | 7      |
| Eerste Klasse   | 2008–2009       | SV Zulte Waregem    | 32         | 9          | nvt        | nvt        | nvt         | nvt         | --                    | --                    | 2     | 0     | --       | --       | --       | --       | 34     | 9      |
| Eerste Klasse   | 2009–2010       | SV Zulte Waregem    | 28         | 6          | 9          | 2          | --          | --          | --                    | --                    | 2     | 1     | --       | --       | --       | --       | 39     | 9      |
| Eerste Klasse   | 2010–2011       | SV Zulte Waregem    | 5          | 0          | --         | --         | 3           | 0           | --                    | --                    | 0     | 0     | --       | --       | --       | --       | 8      | 0      |
| Eerste Klasse   | 2011–2012       | Oud-Heverlee Leuven | 5          | 0          | --         | --         | 5           | 1           | --                    | --                    | 0     | 0     | --       | --       | --       | --       | 10     | 1      |
| Eerste Klasse   | 2012–2013       | Antwerp FC          | 14         | 0          | --         | --         | 2           | 0           | --                    | --                    | 0     | 0     | --       | --       | --       | --       | 14     | 0      |
| Carrière totaal | Carrière totaal | Carrière totaal     | 167        | 28         | 9          | 2          | 8           | 1           | 0                     | 0                     | 13    | 1     | 1        | 0        | 15       | 2        | 213    | 34     |